# Courgis
Courgis est une commune française située près de Chablis dans le département de l'Yonne en région Bourgogne-Franche-Comté.

## Géographie
Courgis est à 7 km au sud-ouest de Chablis et à environ 17 km à l'est(-sud-est) d'Auxerre. L'entrée-sortie n° 20 de l'autoroute A6, « Auxerre-sud », est sur la commune mitoyenne de Venoy à l'ouest avec deux aires de service autoroute : aire de service de Venoy-Soleil-Levant dans le sens Lyon-Paris et aire de service de Venoy-Grosse-Pierre dans le sens Paris-Lyon. Paris est à 182 km par l'autoroute.
Toute la partie Est de la commune hormis les flancs de coteau exposés au nord, soit approximativement 4 km2 ou 400 hectares, est couverte de vignes (AOC « Chablis »).

### Climat
Pour des articles plus généraux, voir Climat de la Bourgogne-Franche-Comté et Climat de l'Yonne.
En 2010, le climat de la commune est de type climat océanique dégradé des plaines du Centre et du Nord, selon une étude du Centre national de la recherche scientifique s'appuyant sur une série de données couvrant la période 1971-2000. En 2020, Météo-France publie une typologie des climats de la France métropolitaine dans laquelle la commune est exposée à un climat océanique altéré et est dans la région climatique  Lorraine, plateau de Langres, Morvan, caractérisée par un hiver rude (1,5 °C), des vents modérés et des brouillards fréquents en automne et hiver. 
Pour la période 1971-2000, la température annuelle moyenne est de 10,5 °C, avec une amplitude thermique annuelle de 16 °C. Le cumul annuel moyen de précipitations est de 820 mm, avec 12,2 jours de précipitations en janvier et 8,1 jours en juillet. Pour la période 1991-2020, la température moyenne annuelle observée sur la station météorologique de Météo-France la plus proche, « Chablis_sapc », sur la commune de Chablis à 6 km à vol d'oiseau, est de 11,6 °C et le cumul annuel moyen de précipitations est de 740,3 mm. 
La température maximale relevée sur cette station est de 42,6 °C, atteinte le 25 juillet 2019 ; la température minimale est de −24,2 °C, atteinte le 16 janvier 1985,,. 
Les paramètres climatiques de la commune ont été estimés pour le milieu du siècle (2041-2070) selon différents scénarios d'émission de gaz à effet de serre à partir des nouvelles projections climatiques de référence DRIAS-2020. Ils sont consultables sur un site dédié publié par Météo-France en novembre 2022.

## Urbanisme

### Typologie
Au 1er janvier 2024, Courgis est catégorisée commune rurale à habitat dispersé, selon la nouvelle grille communale de densité à sept niveaux définie par l'Insee en 2022.
Elle est située hors unité urbaine. Par ailleurs la commune fait partie de l'aire d'attraction d'Auxerre, dont elle est une commune de la couronne,. Cette aire, qui regroupe 104 communes, est catégorisée dans les aires de 50 000 à moins de 200 000 habitants,.

### Occupation des sols
L'occupation des sols de la commune, telle qu'elle ressort de la base de données européenne d’occupation biophysique des sols Corine Land Cover (CLC), est marquée par l'importance des territoires agricoles (83,5 % en 2018), une proportion identique à celle de 1990 (83,5 %). La répartition détaillée en 2018 est la suivante : 
cultures permanentes (40,7 %), terres arables (38,4 %), forêts (16,5 %), zones agricoles hétérogènes (4,4 %). L'évolution de l’occupation des sols de la commune et de ses infrastructures peut être observée sur les différentes représentations cartographiques du territoire : la carte de Cassini (XVIIIe siècle), la carte d'état-major (1820-1866) et les cartes ou photos aériennes de l'IGN pour la période actuelle (1950 à aujourd'hui).

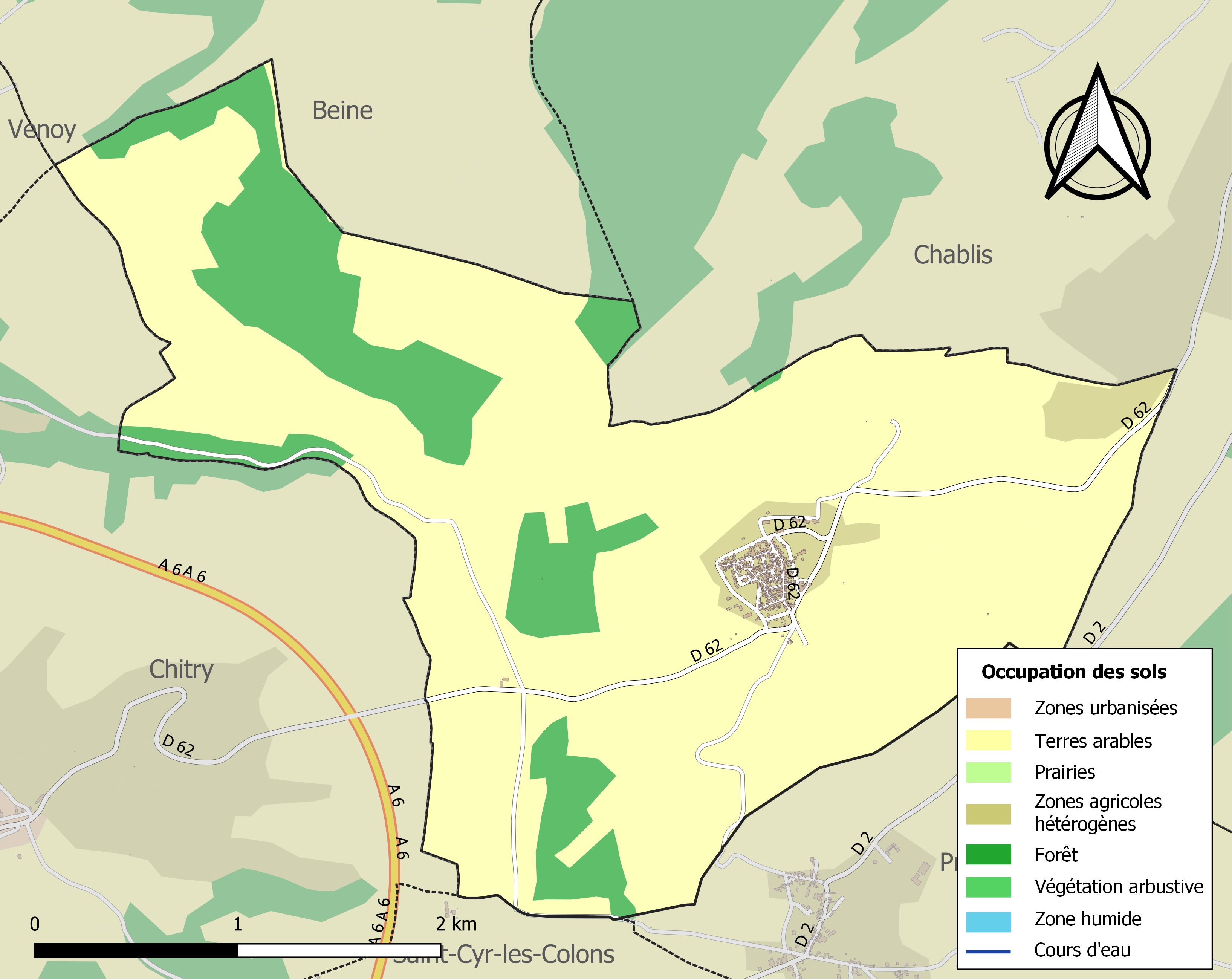
Carte des infrastructures et de l'occupation des sols de la commune en 2018 (CLC).

## Histoire
De 1285 à 1333, une famille de rang chevaleresque porte le nom de la paroisse. Elle possède des biens à Migé (1285), Villeneuve-Saint-Salves (1315) et Mouffy (1331).
L'église paroissiale a le privilège d'abriter une relique insigne de la chrétienté : une épine de la couronne du Christ. Pendant plusieurs siècles (deuxième moitié du Moyen-Âge) Courgis a appartenu au moins en partie à l'abbaye des Isles d'Auxerre.
Par son importance humaine, Courgis est fortifiée comme tant d'autres bourgs icaunais au XVIe siècle. Le 13 septembre 1660, un incendie détruit 42 maisons ; puis un autre incendie le 22 octobre 1749 prend 160 maisons.
La vocation viticole de Courgis lui vaut de fournir des familles d'actifs marchands de vin dont les fils s'établissent à Paris. Immatriculés bourgeois de la capitale, ces hommes peuvent alors faire entrer facilement le vin expédié depuis leur village d'origine.
Parmi les accidents mémorables, il faut signaler :
- le 23 novembre 1613, Pierre Beugnot procureur en la justice d'Auxerre "est mort en revenant dauxerre ne pouvant gangnier la ville a cause de lafluance es neges ne pouvant recognestre le chemin est mor dans la nege entre les bras de Michel Beugnot son filz qui accompagnoit sondit pere",
- le 20 juin 1614, Bounet Matrix "tué fortiutement en tirant de la piere en la periere appelle la periere de Chasteillon",
- le 10 novembre 1614, Jehan Rapine dit Truchon est tué et assassiné en revenant d'AUxerre dans la vallée de Sirangy.
- le 21 décembre 1615, Jehan Perreau tombe durant la nuit dans le puits de la Grande Rue devant la maison d'Edme Guéron, en revenant de la taverne.

### La seigneurie de Courgis
La seigneurie de Courgis est dans la mouvance de la seigneurie de Noyers (AY, E 115).
L'écuyer Mile de Courgy donne en gage à Miles sire de Noyers ce qu'il a à Courgis en 1265.
Jean de Saint-Simon est seigneur en 1555 ; Charles de Pasti est baron de Courgis en 1625 ; Jacques Ferrand président en la Chambre des Comptes de Dijon, baron en 1667.

### Guerres de Religion
En 1593, Sinadoc Guéron est tué par les hommes de la garnison de Mailly qu'il empêche d'emmener des vaches volées aux habitants. En 1594, Guillaume Desclerce est tué sur la porte du Perier au Loup ou Porte d'En Haut, par les gens du capitaine du Bour qui tentent d'enlever Courgis.

### Familles notables
Les Guéron, et les Guyon, issus de Courgis, tirent une certaine fortune du vin. Après s'être installés à Paris au XVIIe siècle, ils font un retour dans la bourgeoisie de l'Auxerrois au XVIIIe. Les Chapotin, de la paroisse, vont tenir les premières charges de Préhy et d'Irancy. Plus anciennement, la famille Adine s'est rendue à Auxerre au XVIe siècle et sa descendance s'y est élevée socialement.

## Politique et administration

### Maires
| Période                                  | Période   | Identité         | Étiquette | Qualité                                                                          |
| ---------------------------------------- | --------- | ---------------- | --------- | -------------------------------------------------------------------------------- |
|                                          |           |                  |           |                                                                                  |
| avant 1988                               | ?         | Gilbert Quittot  |           |                                                                                  |
| mars 1989                                | mars 2001 | Patrick Gendraud | UMP       | Conseiller général du canton de Chablis depuis 1998 Elu maire de Chablis en 2001 |
| mars 2001                                | mars 2008 | Catherine Bouc   |           |                                                                                  |
| mars 2008                                | en cours  | Alain Dupré      |           |                                                                                  |
| Les données manquantes sont à compléter. |           |                  |           |                                                                                  |

## Démographie
L'évolution du nombre d'habitants est connue à travers les recensements de la population effectués dans la commune depuis 1793. Pour les communes de moins de 10 000 habitants, une enquête de recensement portant sur toute la population est réalisée tous les cinq ans, les populations de référence des années intermédiaires étant quant à elles estimées par interpolation ou extrapolation. Pour la commune, le premier recensement exhaustif entrant dans le cadre du nouveau dispositif a été réalisé en 2007.

En 2022, la commune comptait 241 habitants, en évolution de −7,31 % par rapport à 2016 (Yonne : −1,95 %, France hors Mayotte : +2,11 %).
| 1793 | 1800 | 1806 | 1821 | 1831 | 1836 | 1841 | 1846 | 1851 |
| ---- | ---- | ---- | ---- | ---- | ---- | ---- | ---- | ---- |
| 610  | 620  | 732  | 748  | 690  | 703  | 722  | 735  | 670  |

| 1856 | 1861 | 1866 | 1872 | 1876 | 1881 | 1886 | 1891 | 1896 |
| ---- | ---- | ---- | ---- | ---- | ---- | ---- | ---- | ---- |
| 631  | 631  | 628  | 614  | 615  | 588  | 591  | 553  | 522  |

| 1901 | 1906 | 1911 | 1921 | 1926 | 1931 | 1936 | 1946 | 1954 |
| ---- | ---- | ---- | ---- | ---- | ---- | ---- | ---- | ---- |
| 494  | 510  | 487  | 424  | 380  | 336  | 327  | 269  | 270  |

| 1962 | 1968 | 1975 | 1982 | 1990 | 1999 | 2006 | 2007 | 2012 |
| ---- | ---- | ---- | ---- | ---- | ---- | ---- | ---- | ---- |
| 253  | 270  | 237  | 252  | 253  | 252  | 255  | 255  | 258  |

| 2017 | 2022 | - | - | - | - | - | - | - |
| ---- | ---- | - | - | - | - | - | - | - |
| 257  | 241  | - | - | - | - | - | - | - |

## Lieux et monuments
- L'église paroissiale Notre-Dame-de-l'Assomption offre une représentation murale du Dit des trois morts et des trois vifs : trois jeunes gentilshommes sont interpellés dans un cimetière par trois morts, qui leur rappellent la brièveté de la vie et l'importance du salut de leur âme. Quatre nouvelles cloches ont été bénies le 24 mai 1609.

## Personnalités liées à la commune
- Achille Marrier de Boisd'hyver (aussi orthographié Boisdhyver ou Bois d’Hyver) (1794-1874), forestier et écuyer français y est né.
- Restif de la Bretonne y a passé quelques années de son enfance sous la férule de ses deux frères curés. Il a habité dans le presbytère.

## Pour approfondir